# Spira Spica
Spira Spica (яп. スピラ・スピカ супира супика) — японская поп-рок-группа из префектуры Нара. Основана в 2013 году под названием Snowman, в 2018 году взяла нынешнее название и перешла к лейблу Sacra Music.

## История
Коллектив начал деятельность в 2013 году под названием Snowman (яп. スノーマン суно:ман). Сначала он состоял из друзей детства Юдзи Тэрандзи и Масуды. Позже к ним присоединилась Микиха — студентка Осакского университета, узнавшая, что они ищут вокалистку для группы. В 2015 году вышел их первый сингл «Good For Nothing», за которым последовал первый мини-альбом группы Snow Wonderland, который был распродан ограниченным тиражом в музыкальных магазинах Tower Records. Также коллектив стал участвовать в некоторых конкурсах по всей стране.
Во время концерта под названием Yuki Fes в январе 2018 года участники объявили о смене названия группы на Spira Spica. В том же году группа выпустила первый студийный альбом Yuki to Hoshi to Bokura (яп. 雪と星と僕ら юки то хоси то бокура, «Снег, и звёзды, и мы») и сообщила, что становится исполнителем лейбла Sacra Music. 8 августа 2018 года на лейбле был выпущен первый сингл «Start Dash», заглавная песня которого использовалась как вторая финальная тема аниме-сериала Gundam Build Divers.
«Chiisana Yuuki» (яп. 小さな勇気 ти:сана ю:ки), следующий сингл Spira Spica, был издан 6 марта 2019 года. Третий сингл «Koi wa Miracle» (яп. 恋はミラクル кои ва миракуру) вышел 29 мая 2019 года, его главный трек послужил закрывающей композицией аниме-сериала Ao-chan Can’t Study!. Четвёртый сингл «Iyayo Iyayo mo Suki no Uchi» (яп. イヤヨイヤヨモスキノウチ ияё ияё мо суки но ути), титульная песня которого стала начальной темой аниме-сериала Do You Love Your Mom and Her Two-Hit Multi-Target Attacks?, был выпущен 28 августа 2019 года. Пятый сингл «Re:RISE -e.p.-» был издан 23 октября 2019, его заглавная песня использовалась в качестве открывающей композиции ONA Gundam Build Divers Re:Rise. 18 марта 2020 года вышел второй альбом Spira Spica под названием Pop Step Jump! (яп. ポップ・ステップ・ジャンプ！ поппу сутэппу дзямпу!). Шестой сингл «Sansan Days» (яп. 燦々デイズ сансан дэйдзу) был издан 2 февраля 2022 года, его титульная композиция использовалась как начальная тема аниме-сериала My Dress-Up Darling.

## Участники
- Микиха (яп. 幹葉) — вокал
- Юдзи Тэрандзи (яп. 寺西 裕二 Тэрандзи Ю:дзи) — гитара
- Масуда (яп. ますだ) — бас-гитара

## Дискография

### Синглы
| Дата выхода     | Название                                                            | Высшая позиция в чарте Oricon |
| --------------- | ------------------------------------------------------------------- | ----------------------------- |
| 8 августа 2018  | «Start Dash» (スタートダッシュ)                                     | 67                            |
| 6 марта 2019    | «Chiisana Yuuki» (小さな勇気)                                       | 90                            |
| 29 мая 2019     | «Koi wa Miracle» (恋はミラクル)                                     | 43                            |
| 28 августа 2019 | «Iyayo Iyayo mo Suki no Uchi» (イヤヨイヤヨモスキノウチ)            | 43                            |
| 23 октября 2019 | «Re:RISE -e.p.-»                                                    | 43                            |
| 5 августа 2020  | «Re:RISE -e.p.- 2»                                                  | 19                            |
| 19 декабря 2020 | «Sayonara Namida» / «Hoshi no Kakera» (サヨナラナミダ/ほしのかけら) | 24                            |
| 24 февраля 2021 | «Pyramid Dai Gyakuten» (ピラミッド大逆転)                           | 34                            |
| 2 февраля 2022  | «Sansan Days» (燦々デイズ)                                          | 18                            |

### Альбомы
Как Snowman
- Snow Wonderland (スノウワンダーランド) (2015)
- Norikoeru (乗り越える) (2017)

Как Spira Spica
| Дата выхода   | Название                                      | Высшая позиция в чарте Oricon |
| ------------- | --------------------------------------------- | ----------------------------- |
| 2 мая 2018    | Yuki to Hoshi to Bokura (雪と星と僕ら)        | 251                           |
| 18 марта 2020 | Pop Step Jump! (ポップ・ステップ・ジャンプ！) | 37                            |
| 16 марта 2022 | Nagareboshi Train (ナガレボシトレイン)        | 42                            |